# Anton Regner
Anton Regner (* 14. Dezember 1873 in Wien; † 21. Jänner 1945 in Knittelfeld) war ein österreichischer Arbeitersekretär und Politiker (SDAP). Regner war zwischen 1919 und 1920 Abgeordneter zum Nationalrat und von 1928 bis 1934 Landesrat in der Steiermärkischen Landesregierung.
Regner besuchte die Volks- und Bürgerschule und erlernte im Anschluss den Beruf des Eisendrehers. In der Folge war er als Arbeitersekretär in Knittelfeld tätig. Regner begann seine politische Karriere als Vorsitzender des Wohlfahrtsausschusses in Knittelfeld und wurde zum Vizebürgermeister der Gemeinde gewählt. Regner vertrat die Sozialdemokratische Arbeiterpartei als Abgeordneter zum Steiermärkischen Landtag und war vom 4. März 1919 bis zum 9. November 1920 Abgeordneter zum Nationalrat. Am 22. November 1928 wurde Regner als Nachfolger von Hans Resel in die steiermärkische Landesregierung Rintelen I gewählt. Zudem gehörte er den Nachfolgeregierungen Rintelen II und Dienstleder an. Nach dem Ausbruch des Österreichischen Bürgerkriegs wurde Regner am 12. Februar 1934 seines Amtes enthoben und wurde wegen Verleitung zum Aufruhr mit acht Tagen politischem Arrest bestraft. In Knittelfeld wurde die nach Spielberg führende Anton-Regner-Straße ⊙ nach ihm benannt. 
Seine Ur-Enkelin Evelyn Regner ist Politikerin und Mitglied des Europäischen Parlaments (SPÖ).